# Эспостоя
Эспостоя, или Эспостоа (лат. Espostoa) — род древовидных колоннообразных или кустарниковидных суккулентов семейства Кактусовые (Cactaceae), распространённых в среднегорьях Эквадора и Перу. Род включает, по разным классификациям, от 10 до 16 видов.
Для большинства видов характерны многочисленные белые довольно длинные волоски, развивающиеся в ареолах. Наиболее известный вид, широко распространённый в комнатной культуре, — Эспостоя шерстистая (Espostoa lanata).

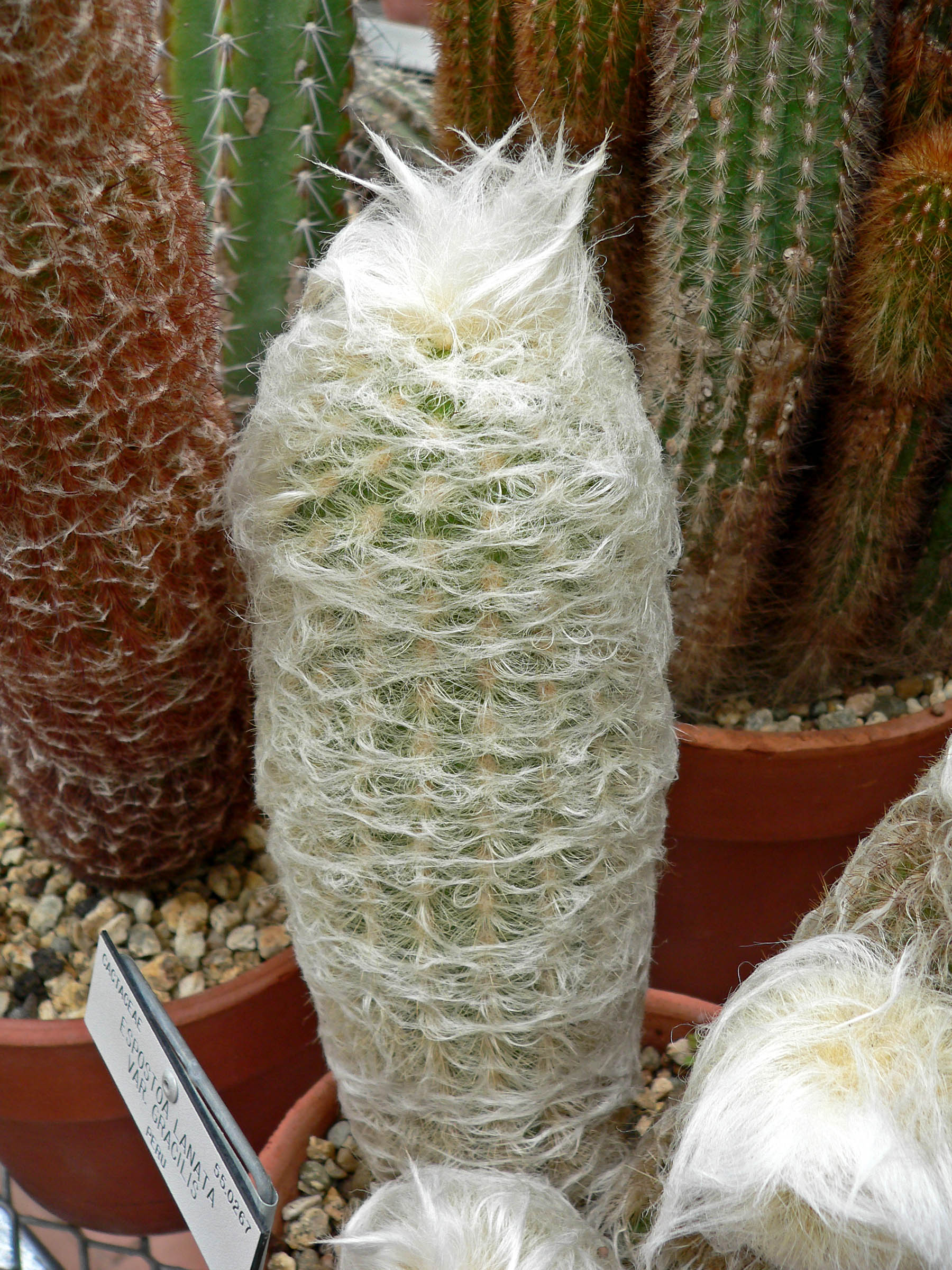
.

## Название
Род назван в честь Николаса Эспосто — перуанского ботаника итальянского происхождения конца XIX — начала XX века, директора ботанического сада в Лиме.
Синонимика рода включает следующие названия:
- Binghamia Britton & Rose
- Pseudoespostoa Backeb. — Псевдоэспостоя, или Ложноэспостоя, или Псевдоэспостоа, или Ложноэспостоа[1]
- Thrixanthocereus Backeb. — Триксантоцереус
- Vatricania Backeb.

## Распространение
Ареал рода весьма ограничен: это среднегорье южного Эквадора и северной половины территории Перу. Растения большей частью растут на пологих склонах Анд на высоте от 800 до 2500 м над уровнем моря.

## Биологическое описание
Представители рода — невысокие древовидные или кустарниковидные кактусы высотой до 5 м с многочисленными рёбрами (у эспостоя шерстистой — до тридцати).
В ареолах имеются как колючки (длина центральных колючек может достигать 5 см), так и многочисленные белые шерстистые волоски. Густое светлое опушение защищает растение от перегрева. У Espostoa mirabilis в ареолах нижней части побегов колючки длиннее, чем в выше расположенных ареолах, из-за чего молодые растения выглядят словно в "юбочке". Такая же особенность характерна для представителей старого рода триксантоцереус.
Для эспостоя характерно образование латерального цефалия.
Цветки бледно-розовые или белые, появляются из цефалия, раскрываются ночью.
Плоды сочные, съедобные, опушённые.

## Культивирование
Некоторые виды выращивают как комнатные или оранжерейные растения, в первую очередь это относится к виду Espostoa lanata. Растения ценятся за свой необычный внешний вид. Могут выращиваться как на собственных корнях, так и на подвоях. Культивируемые растения цветут оцень редко.
Агротехника
Для растений этого рода требуется солнечное расположение и хорошо дренированная земля. В летний период желательны подкормки и достаточное увлажнение. Зимой растениям требуется покой, но температура не должна опускаться ниже 12 °C. Размножение — семенами.

## Классификация

### Таксономическое положение
Впервые растения из этого рода были описаны в начале XIX века Александром Гумбольдтом и Эме Бонпланом.
Согласно традиционной системе К. Бакеберга род Эспостоя относится к подтрибе Северные цереусовые кактусы (Boreocereinae Backeb.) трибы Цереусовые (Cereeae Britton et Rose) подсемейства Цереусовые (Cereoideae Schum.).
Согласно современным представлениям род Эспостоа относится к трибе Трихоцереусовые (Trichocereeae) подсемейства Кактусовые (Cactoideae). Среди других родов, относящихся к этой трибе, широко известны Гимнокалициум (Gymnocalycium), Ребуция (Rebutia), Эхинопсис (Echinopsis).

### Виды
Список видов рода Эспостоя с указанием синонимов
- Espostoa baumannii
- Espostoa blossfeldiorum
- Espostoa calva
- Espostoa frutescens
- Espostoa guentheri
- Espostoa huanucoensis
- Espostoa hylaea
- Espostoa lanata Britton & Rose — Эспостоя шерстистая.
- Espostoa lanianuligera

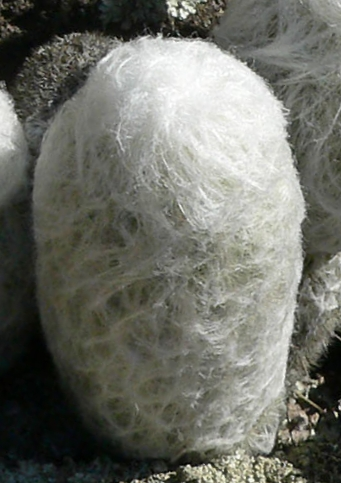
Espostoa nana

- Espostoa melanostele — Эспостоя черноколонновидная [syn.  Pseudoespostoa melanostele (Vaupel) Backeb. — Псевдоэспостоя черноколонновидная, или Ложноэспостоя черноколонновидная] — ранее этот вид рассматривался как единственный в роде Pseudoespostoa Backeb.[4]
- Espostoa mirabilis
- Espostoa nana F.Ritter
- Espostoa ritteri. Вид считается одним из красивейших в роде эспостоя[4].
- Espostoa ruficeps
- Espostoa senilis
- Espostoa superba